# 1434
1434 (MCDXXXIV) je bilo navadno leto, ki se je po julijanskem koledarju začelo na petek.

## Dogodki
- utrakvisti dokončno porazijo taborite

## Smrti
- 1. junij - Vladislav II., poljski kralj, litvanski veliki knez (* 1348)